# Villa di Torre a Cona
La Villa di Torre a Cona si trova in via di Torre a Cona 49 a San Donato in Collina, frazione di Rignano sull'Arno (FI).

## Storia
La torre medievale al centro della villa, che le dà il nome, è il nucleo più antico dell'edificio, risalente al medioevo. La villa, tra le più grandi del territorio fiorentino, sorse alla fine del Settecento per i Rinuccini, che la tennero fino al 1848 quando passò ai marchesi Trivulzio di Milano. Nel 1882 venne acquistata poi dal barone Padoa.

## Descrizione
L'edificio di enormi dimensioni, posto in posizione rialzata rispetto al terreno circostante, è raccordato al viale d'ingresso mediante due terrazzamenti collegati da una scala a doppia rampa. La facciata è tripartita da paraste a tutta altezza, con la zona centrale doppia rispetto a quelle laterali, perfettamente quadrate.
Il parco, che si estende sul lato sinistro della villa mantenendo inalterato il suo aspetto originario, fu realizzato verso la fine del XVII secolo e i primi del XVIII secolo. Caratteristica del parco è la geometrica forma a losanga, dal cui centro si irradiano viali che vanno verso i vertici ed il centro dei lati. In questi punti sono collocate statue mitologiche e allegoriche realizzate in laterizio e muratura e ricoperte in stucco. Un'iscrizione su una di esse ricorda Giuseppe Cantini, cuoco che a tempo avanzato si dedicava alla scultura e all'architettura. Può darsi che egli intervenne anche nel disegno del progetto originario.
Due esemplari di cedro dell'Atlante fanno bella mostra di sé nello spazio di fronte alla villa; queste sono le due uniche essenze non autoctone presenti, infatti il parco è composto prevalentemente da imponenti cipressi, lecci e qualche esemplare di roverella.